# تیتانیم زرد
تیتانیم زرد یا تیتانیم آنتیموان نیکل زرد یا روتیل زرد تیتانیم آنتیموان نیکل یا رنگدانه زرد CI 53 یا CI 77788 یک رنگدانه زرد با ترکیب شیمیایی NiO · Sb 2 O 3 · ۲۰ TiO 2  است. این ماده یک ترکیب معدنی پیچیده‌است. نقطه ذوب آن بالاتر از ۱۰۰۰ درجه سانتی‌گراد است و حلالیت بسیار کمی در آب دارد. این ماده در حالی که حاوی آنتیموان و نیکل است، فراهمی زیستی آنها بسیار کم است، بنابراین رنگدانه نسبتاً بی‌خطر است.
شبکه بلوری این رنگدانه از روتیل، با ۲ – ۵٪ از یونهای تیتانیوم با جایگزین نیکل (II) و ۹ – ۱۲ درصد از آنها را با جایگزین آنتیموان (III) می‌شود.
تیتانیم زرد با واکنش پودرهای ریز اکسیدهای فلز، هیدروکسیدها یا کربنات‌ها در حالت جامد در دمای میان ۱۰۰۰ تا ۱۲۰۰ به صورت دسته‌ای یا به‌طور مداوم در کوره عبوردهنده تولید می‌شود.
از تیتانیم زرد در درجه اول به عنوان رنگدانه‌ای برای پلاستیک و لعاب سرامیک و در نقاشی هنری استفاده می‌شود.